# Dobronega Lucardis
Dobronega Lucardis (* zwischen 1128 und 1135; † nach 1160) war eine polnische Prinzessin und Herzogin der Lausitz. Sie entstammte dem Adelsgeschlecht der Piasten und heiratete in das Geschlecht der Wettiner ein.

## Leben
Dobronega war eine Tochter des polnischen Herzogs Bolesław III. Schiefmund († 1138) und dessen Ehefrau Salome von Berg. Ihre Mutter berief 1140/1141 ihre Söhne nach Łęczyca, wo unter anderem die Heiratspläne für die damals minderjährige Dobronega besprochen wurden. Da der Stiefsohn von Salome und Seniorherzog von Polen Władysław II. zur Tagung nach Łęczyca nicht eingeladen wurde, intervenierte er militärisch im Winter 1142/1143 und machte die Pläne Salomes und seiner Halbbrüder zunichte. Erst nach der Flucht von Władysław II. aus Polen konnte Dobronega heiraten. Sie wird 1160 das letzte Mal erwähnt, als sie sich von ihrem Ehemann trennte. Das weitere Schicksal von Dobronega ist nicht bekannt.

## Ehe und Familie
Dobronega heiratete um 1147 Dietrich II. von der Lausitz. Sie hatte mit ihrem Ehemann zwei Kinder:
- Konrad († 1175 tödlicher Unfall bei einem Ritterturnier)
- Gertrud, Benediktinerin im Kloster Gerbstedt